# Långtjärnen (Norra Råda socken, Värmland, vid Stor-En)
Långtjärnen är en sjö i Hagfors kommun i Värmland och ingår i Göta älvs huvudavrinningsområde.